# Ordine della Grande unità nazionale
L'Ordine della Grande unità nazionale è un'onorificenza del Vietnam.

## Storia
L'Ordine è stato fondato il 26 novembre 2003.

## Assegnazione
L'Ordine è assegnato per premiare gli individui che hanno un lungo processo di devozione, hanno reso grandi servizi meritori e registrato risultati particolarmente importanti nella causa della costruzione del grande blocco di unità nazionale.

## Insegne
- Il  nastro è per metà rosso e metà rosso più scuro.